# Villa Park
Pour les articles homonymes, voir Villa Park (homonymie).
Villa Park est un stade de football localisé dans le district d'Aston à Birmingham. C'est l'enceinte du club d'Aston Villa Football Club depuis 1897. Il est classé « stade élite » par l'UEFA et a accueilli seize rencontres internationales de l'équipe d'Angleterre, la première en 1899 et la dernière en 2005.
Aston Villa a précédemment joué à Aston Park de 1874 à 1876 et à Wellington Road (Perry Barr) de 1876 à 1897. Villa Park est le stade le plus utilisé dans l'histoire de la FA Cup en demi-finale, car il en a accueilli 55. Le stade se compose actuellement de quatre tribunes : Holte End, la tribune Trinity Road, la tribune Nord et la tribune Doug Ellis. Le club a la permission de prolonger la tribune Nord. Lorsque l'extension sera terminée, la capacité de Villa Park sera augmentée, passant de 42 788 à environ 50 000.
Ce stade de 42 788 places est inauguré le 17 avril 1897 par un match Aston Villa-Birmingham City.
Le record d'affluence est de 76 588 spectateurs, réunis le 14 mars 1946 pour un match de FA Challenge Cup, Aston Villa-Derby County FC. Le terrain est équipé d'un système d'éclairage pour les matchs en nocturne en novembre 1958.

## Histoire
Villa Park ouvre ses portes en 1897 après un coût de 16 400 £. Il est officiellement appelé le Aston Lower Grounds et est situé dans l'ancien parc d'une maison seigneuriale jacobéenne, Aston Hall. Le site avait été utilisé comme un parc d'attractions à l'époque victorienne, et aussi comme un potager appartenant au propriétaire d'Aston Hall, Sir Thomas Holte (d'où le nom d'une tribune, la Holte End). Le terrain était initialement entouré par une piste cyclable en béton de 24 pieds (7,3 m) de large et une piste d'athlétisme. Lors des premiers matchs, le stade pouvait accueillir 40 000 spectateurs. Le premier match était un amical contre Blackburn Rovers le 17 avril 1897, une semaine après qu'Aston Villa ait réalisé le doublé Championnat-Cup.

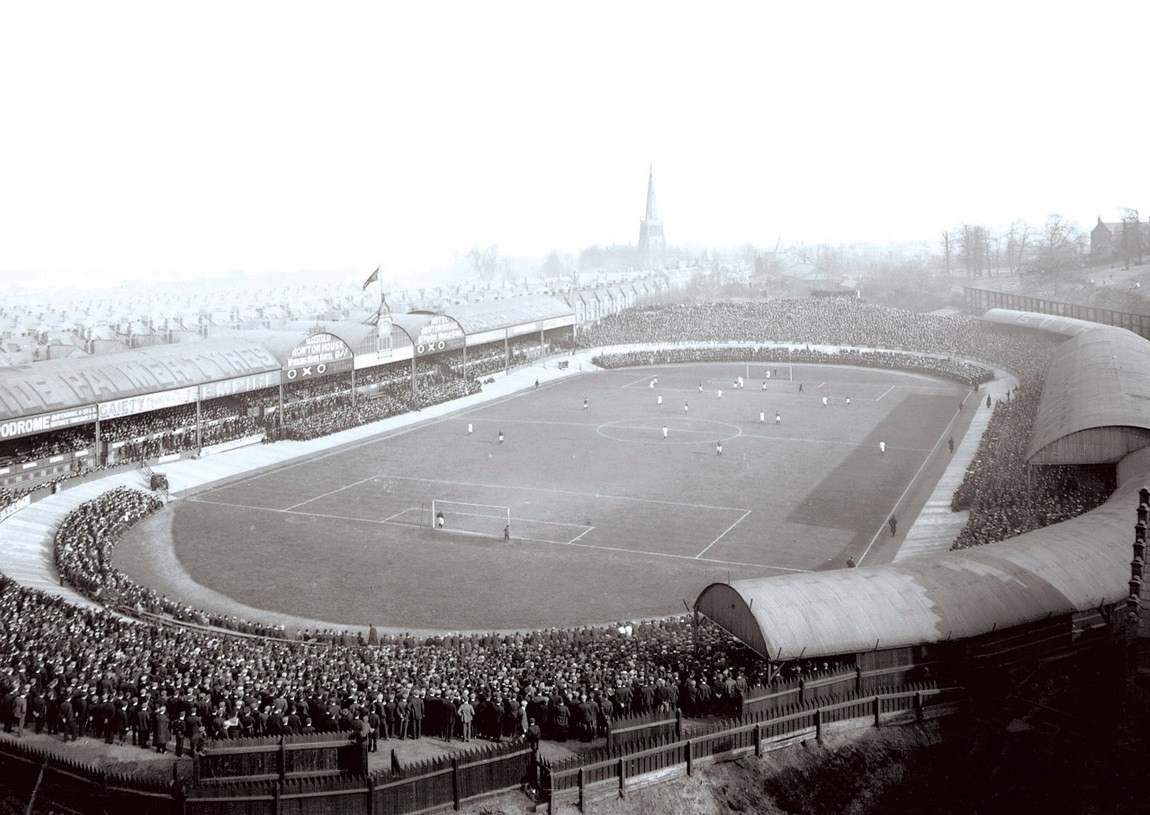
Villa Park lors du match contre Liverpool en 1907. La piste cyclable est clairement visible.

En 1911, Aston Villa achète le terrain sur lequel est située la pelouse pour 8 250 £, les immeubles de bureaux et aire de parking pour 1 500 £ et l'avenue et terrain de boules pour 2 000 £. Ces achats forment la première étape des plans rédigés par l'ambitieux directeur de Villa, Frederick Rinder, qui veut étendre la capacité du stade de Villa à 120 000 places. Cependant, ces plans sont finalement revus à la baisse, en raison de l'éclatement de la Première Guerre mondiale. Les plans de 1914 de l'architecte Archibald Leitch intègrent les bâtiments victoriens de style byzantin de l'Aston Lower Grounds qui sont convertis en bureaux somptueux et en un gymnase et le terrain de pétanque est resté une caractéristique de Villa Park jusqu'en 1966. La piste d'athlétisme est supprimée en 1914 lorsque les travaux commencent sur la tribune Trinity Road. La tribune Holte End de Leitch n'est pas achevée avant les années 1940 et les plans pour une aussi vaste tribune Witton End ne furent jamais réalisés. Avec The Oval, Villa Park est cité par le poète Philip Larkin dans son poème sur la Première Guerre mondiale, MCMXIV (1914).
Quand elle est achevée en 1922, la tribune Trinity Road est considérée comme l'une des plus grandioses en Grande-Bretagne, avec vitraux, mosaïques italiennes et un grand escalier. Plusieurs historiens, dont Simon Inglis, la considèrent comme l'œuvre majeure d'Archie Leitch. Elle est décrite comme le « Saint-Pancras du football » par un journaliste du Sunday Times en 1960.
En 1958, les projecteurs sont installés et sont utilisés pour la première fois lors d'un match amical contre Heart of Midlothian en novembre de cette année,. La tribune Holte End n'est pas couverte, chose faite en 1962 pour un montant de 40 000 £, tandis que le vieux toit arrondi de la tribune Witton Lane est remplacé par un toit en pente en 1964. Villa Park est choisi par la FIFA pour héberger trois matchs de la Coupe du monde 1966, à condition que la tribune Witton Lane ne contienne que des places assises, que le hall d'entrée des joueurs soit couvert par une cage et que le terrain soit élargi de trois mètres. En février 1977, les travaux commencent sur la nouvelle tribune Nord avec sa disposition des sièges en « AV ». Sa conception et les installations sont impressionnantes pour l'époque, mais le coût de cette réalisation provoque un scandale. Il est découvert que près de 725 000 £ de l'ouvrage ont disparu. Par conséquent, Villa étant accablé par la dette, l'argent pour les transferts est limité, en dépit de la victoire du club en championnat puis en Coupe d'Europe des clubs champions.

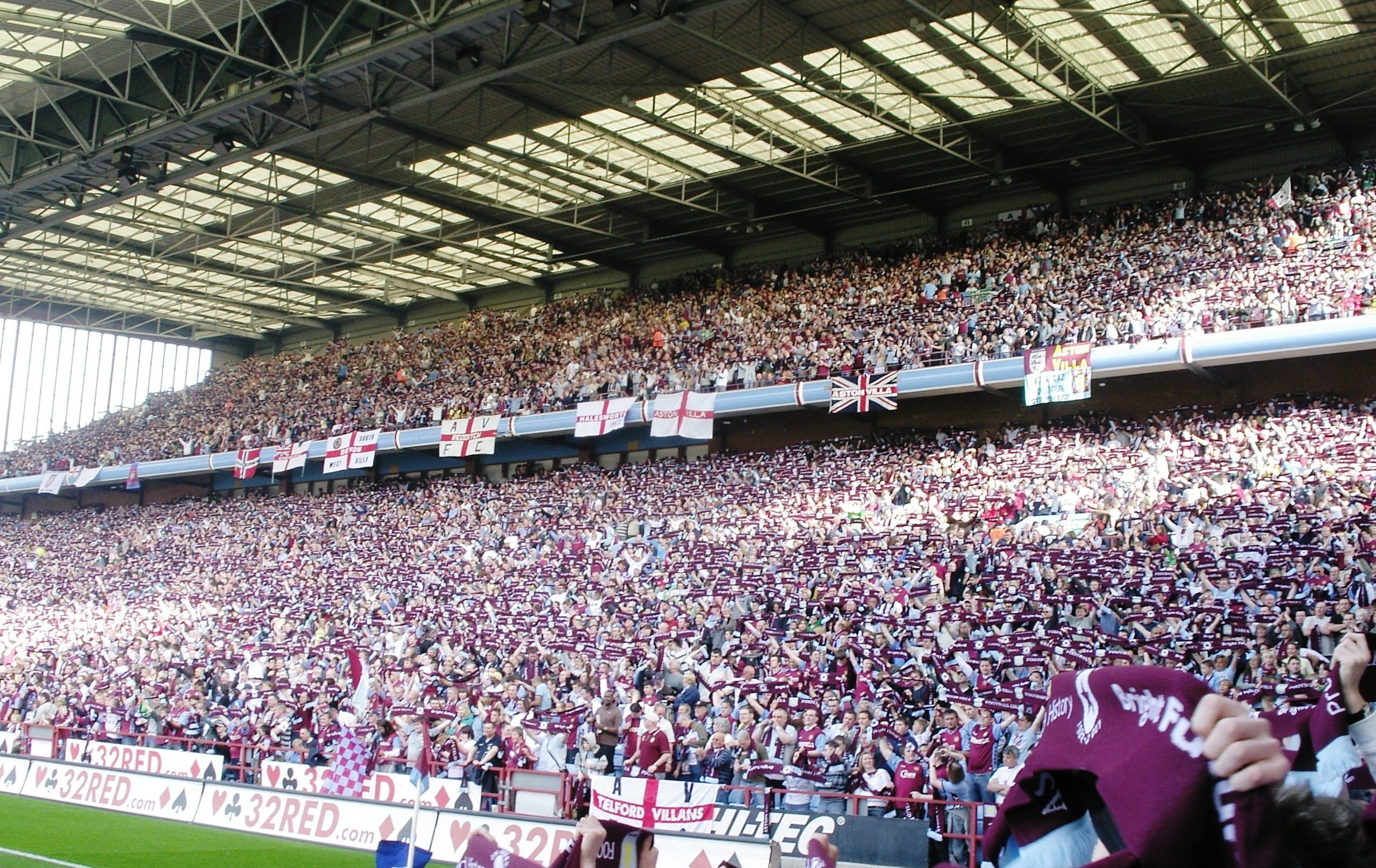
La tribune Holte End lors des célébrations du de la victoire en Coupe d'Europe.

Lors de la saison 1993-1994, le nom de la tribune reconstruite Witton Lane est changé pour en Doug Ellis, du nom du président du club. Ce changement cause une certaine consternation parmi les supporters, et Doug Ellis prétend ensuite ne rien avoir su à ce sujet jusqu'au dernier moment, en déclarant que le reste du conseil d'administration avait décidé de changer le nom, comme un cadeau surprise pour son 70e anniversaire en janvier 1994. De nombreux supporters de Villa continuent d'appeler cette tribune la « Witton Lane », refusant d'accepter ce changement. Villa Park devient un stade comportant exclusivement des places assises au cours de la saison 1994-1995 après la reconstruction de la Holte End, qui est devenue la dernière tribune à se conformer au rapport Taylor lorsqu'elle fut démolie pour faire place à une nouvelle structure de 13 500 places assises. En juin 1996, le chauffage par le sol est installé. L'ancienne tribune Trinity Road est démolie à la fin de la saison 1999-2000 et remplacée par une tribune plus large et plus moderne, qui porte la capacité de Villa Park de 39 399 à sa taille actuelle de 42 788 places.
La nouvelle tribune est officiellement inaugurée en novembre 2001 par le Prince de Galles, alors que l'ancienne tribune l'avait été par son grand-père George VI, 77 ans plus tôt.

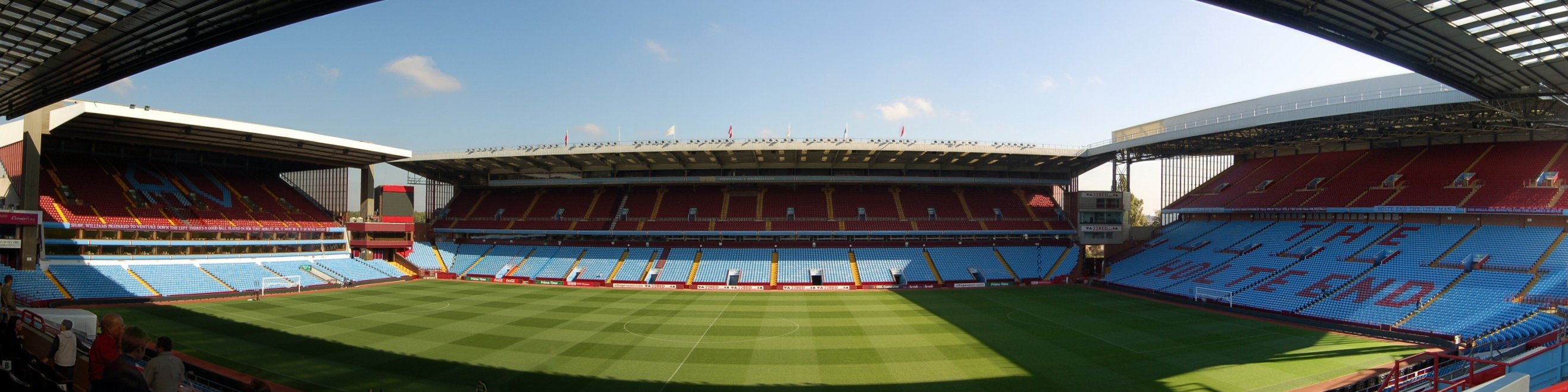
Panorama actuel de Villa Park depuis la tribune Trinity Road, montrant de gauche à droite les tribunes Nord, Doug Ellis et Holte End.

« Au-dessus de Villa Park est accrochée une aura qui semble presque visible. De façon certaine, sa présence se fait sentir et je ne connais aucune autre pelouse qui a le même effet. Il semble presque être peuplé de fantômes ; des fantômes aimables dont le travail consiste à transmettre le grand esprit Villa génération après génération de jeunes ambitieux qui passent par la grande porte pour atteindre l'ambition d'une vie : porter le célèbre maillot bourgogne et bleu du grand club. »

— Billy Walker, Soccer In The Blood, page 23

### Coupe du monde de rugby à XV 2015
Le stade est retenu parmi les douze autres enceintes accueillant des rencontres de la Coupe du monde de rugby à XV 2015.
| Poule B | Afrique du Sud | 46 - 6 | Samoa   |
| Poule A | Australie      | 65 - 3 | Uruguay |